# Французская Фландрия

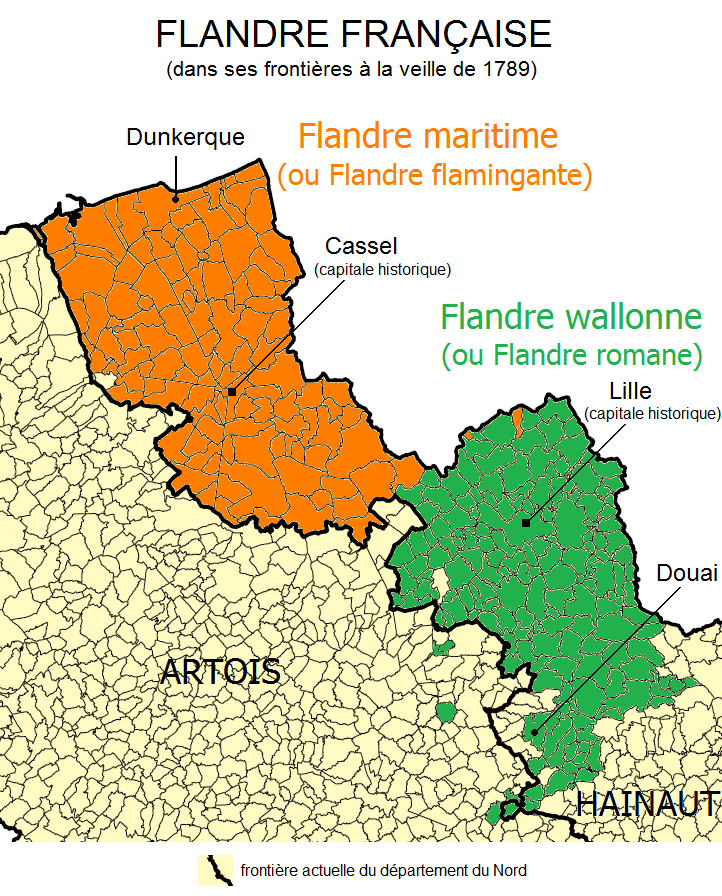

Францу́зская Фла́ндрия (фр. Flandre française, з.-флам. Frans-Vloandern, нидерл. Frans-Vlaanderen), также называемая Южной Фландрией — исторический (неадминистративный) регион на севере Франции. Представляет собой часть бывшего графства Фландрия, отошедшую к Франции по Нимвегенскому миру 1678 года.
Сегодня составляет часть региона О-де-Франс (департаменты Нор и Па-де-Кале). Подразделяется на три субрегиона: Вестхук, или приморская Фландрия, романская Фландрия и фламандская Артуа.
Главные города: Лилль, Дуэ, Кассель, Дюнкерк, Азбрук, Байёль, Аррас, Бетюн, Сент-Аман-лез-О, Ланс, Сент-Омер, Булонь-сюр-Мер…
Исторически этот регион являлся двуязычным: здесь говорили по-французски (пикардийский диалект), а также по-нидерландски (западнофламандские диалекты), хотя к началу XXI века фламандский диалект практически вышел из употребления. Существуют организации в поддержку западнофламандского и нидерландского языков.